# Flame Dream
Flame Dream ist eine Band des Progressive Rock aus der Schweiz, die Anfang der 1980er-Jahre zu den wichtigsten europäischen Bands dieses Genres gezählt werden konnte.

## Geschichte
Mit dem zweiten Album Elements entwickelte die Band ihre Markenzeichen: lange Kompositionen mit wiederkehrenden Themen, klassische Melodiebögen, mehrstimmiger Gesang und harte Basslinien. Die fehlende Gitarre wurde durch Holzblasinstrumente und Keyboards ersetzt. Die Arrangements und der powervolle Klang (Toningenieur Jean Ristori im Aquarius Studio von Patrick Moraz) haben dieses Album mit Einflüssen von Canterbury Sound geprägt.
Ihr drittes Album Out in the Dark gilt bisher als Höhepunkt des musikalischen Schaffens der Gruppe.  Der aus Los Angeles stammende Gitarrist Dale Hauskins war an Out in the Dark als Gastmusiker beteiligt. Aufgenommen und co-produziert wurde das Album von John Acock (u. a. mehrere Solo-Alben von Steve Hackett, Claire Hamill, Showaddywaddy, Renaissance, Eddie Hardin, Rick Wakeman etc.) wiederum in den Aquarius Studios in Genf.
Danach wird in den Alben Supervision (1982) und Travaganza (beide mit Co-Producer John Acock im Studio von Eddie Hardin in London aufgenommen) der Versuch erkennbar, den Sound zu modernisieren und einem breiteren Publikum zugänglich zu machen. Auf Supervision schlägt die Band einen deutlich von Drama (Yes) und den besseren Tracks auf Abacab (Genesis) inspirierten, einerseits dunkleren, andererseits mehr im New Wave der 1980er-Jahre verhafteten Weg ein.
Zwischen 1978 und 1983 war die Band mehrfach in der ganzen Schweiz auf Tournee, ebenso in Deutschland und in Italien. Die aufwändigen und selbst entwickelten Bühnenproduktionen gehörten damals zu den spannendsten im Live-Sektor. Die starke Live-Präsenz resultierte in beachtlichen LP-Verkäufen.
Mit dem sechsten Album 8 on 6 konnte die Gruppe nicht mehr an die alten Erfolge anknüpfen. Die song-orientieren, kürzeren Tracks fanden bei den Progressive Rock Fans weniger Anklang.
Ehemalige Mitglieder sind Erich Scheiber, Gody Berger, John Wolf Brennan und Urs Waldispühl.

### Hiatus
Aufgrund der schwierigen Bedingungen für Musik mit langem Format und als unabhängige Produzenten war es der Band lange Zeit nicht mehr möglich, das Projekt weiter zu verfolgen. Trotzdem fanden die Progressive Rock Alben von Flame Dream über Umwege, US-Importe aus Hamburg, illegale Raubkopien und viele online Einträge auf Prog Portalen in den vergangenen Jahrzehnten weltweit bei Anhängern des Progressive Rock ein beachtliches Publikum.

### 2024: AlbumSilent Transition
2024 erschien das siebente Album Silent Transition. Als Gitarrist konnte Alex Hutchings aus Bristol (u. a. 2018 Steven Wilson «Home Invasion Tour», live-line-up Musical «Thriller», Fusion-Projekte, Solo-Konzerte etc.) für die Aufnahmen verpflichtet werden. In einer eigenen Produktionsstätte wurden 63 Minuten neue Musik aufgenommen. Das Mixing erfolgte in Zusammenarbeit mit Toningenieur Marco Jencarelli in den Soundfarm Studios.

## Stil
Klanglich vergleichbar mit Genesis (zu Peter Gabriels Zeit), mit Einflüssen von Van der Graaf Generator (Saxophon statt Gitarre), Yes, Gentle Giant, Jethro Tull und UK, prägte die Band einen von Keyboard und Rhythmus dominierten Sound, bei dem die Gitarre nur als Bass in Erscheinung tritt. Absolut charakteristisch und prägend für den trotz prägnanter und komplexer Rhythmik der Musik melancholischen Sound ist die Singstimme von Peter Wolf (mit irischen Wurzeln). Vergleiche mit Peter Gabriel, Phil Collins, Peter Hammill, Richard Sinclair oder Roger Hodgson (Supertramp) geben nur die Richtung an.

## Diskografie

### Alben
- 1979: Calatea (Philips Records) – LP
- 1980: Elements (Vertigo Records) – LP (CD and digital release t.b.a.)
- 1981: Out in the Dark (Vertigo Records) – LP/MC (CD and digital release t.b.a.)
- 1981: Rock Made in Switzerland (Kompilation; Switzerland Ariola)
- 1982: Supervision (Vertigo Records) – LP/MC (CD and digital release t.b.a.)
- 1983: Travaganza (Vertigo Records) – LP/MC
- 1986: 8 on 6 (Vertigo Records) – LP/MC
- 2024: Silent Transition (3VƐ Records) – Digital/CD/LP

### Singles
- 1980: Nowhere to Go / Sun Fire (Vertigo Records)
- 1983: Race My Car / Stay with me (Vertigo Records)
- 1986: In the Heat of Night (Vertigo Records)
- 1986: Out of Control (Vertigo Records)

## Belege
1. ↑  FLAME DREAM Elements reviews. Abgerufen am 30. März 2024 (englisch).
2. ↑  Tom Karr: Out in the Dark. progressiveworld.net, April 2005, abgerufen am 8. März 2024.
3. ↑  Renald Mienert: Der Traum lebt - Flame Dream aus der Schweiz starten mit "Silent Transition" ihr Comeback. In: Eclipsed. Rock Magazin. 265, November, 2024, S. 26.